# Saudi-arabische Fußballnationalmannschaft/Olympische Spiele
Die saudi-arabische Fußballnationalmannschaft nahm erstmals an den Qualifikationen für die Olympischen Spiele in Montreal 1976 teil und konnte sich für die Olympischen Spiele in Los Angeles 1984 erstmals qualifizieren. Dort, wie auch in Atlanta 1996 und in Tokio 2021 schied die Mannschaft aber nach der Gruppenphase aus und verlor alle Spiele.

## Ergebnisse bei Olympischen Spielen

### 1976
- Olympia-Qualifikation:
  - Vorqualifikation in Teheran:
    - Iran – Saudi-Arabien 3:0
    - Kuwait – Saudi-Arabien 4:2
    - Irak – Saudi-Arabien 0:2
    - Saudi-Arabien – Bahrain 1:0

Saudi-Arabien als Gruppenvierter ausgeschieden.

### 1980
Nicht teilgenommen.

### 1984
- Olympia-Qualifikation
  - 1. Runde
    - 1. Oktober 1983 in Neu-Delhi: Indien – Saudi-Arabien 1:2
    - 6. Oktober 1983 in Jakarta: Indonesien – Saudi-Arabien 1:1
    - 10. Oktober 1983 in Kuala Lumpur: Malaysia – Saudi-Arabien 3:1
    - 14. Oktober 1983 in Singapur: Singapur – Saudi-Arabien 0:3
    - 6. November 1983 in Riad: Saudi-Arabien – Indien 5:0
    - 11. November 1983 in Riad: Saudi-Arabien – Malaysia 2:0
    - 17. November 1983 in Riad: Saudi-Arabien – Singapur 5:0
    - 23. November 1983 in Riad: Saudi-Arabien – Indonesien 3:0

  - 2. Runde in Singapur:
    - 15. April 1984 Saudi-Arabien – Neuseeland 3:1
    - 17. April 1984 Saudi-Arabien – Bahrain 1:1
    - 22. April 1984 Saudi-Arabien – Kuwait 4:1
    - 24. April 1984 Saudi-Arabien – Südkorea 5:4

Saudi-Arabien als Gruppensieger für die Olympischen Spiele qualifiziert.
- 30. Juli 1984 in Pasadena: Brasilien – Saudi-Arabien	3:1
- 1. August 1984 in Pasadena: Marokko –	Saudi-Arabien 1:0
- 3. August 1984 in Palo Alto: Deutschland – Saudi-Arabien	6:0

Saudi-Arabien als Gruppenletzter ausgeschieden

### 1988
- Qualifikation:
  - 1. Runde in Riad:
    - 18. April 1987: Saudi-Arabien – Oman 1:0
    - 20. April 1987: Saudi-Arabien – Bahrain 2:0
    - 24. April 1987: Oman – Saudi-Arabien 0:3
    - 26. April 1987: Bahrain – Saudi-Arabien 1:2

  - 2. Runde:
    - 4. Dezember 1987 in Riad: Saudi-Arabien – Irak 0:0
    - 11. Dezember 1987 in Kuwait (Stadt): Kuwait – Saudi-Arabien 1:0
    - 18. Dezember 1987 in Riad: Saudi-Arabien – Katar 1:1
    - 1. Januar 1988 in Maskat/Oman: Irak – Saudi-Arabien 1:1
    - 8. Januar 1988 in Riad: Saudi-Arabien – Kuwait 0:0
    - 15. Januar 1988 in Doha: Katar – Saudi-Arabien 1:0

Saudi-Arabien als Gruppenletzter ausgeschieden.

### 1992
- Olympia-Qualifikation:
  - 1. Runde in Manama/Bahrain:
    - Saudi-Arabien – Jordanien 1:2
    - Sri Lanka – Saudi-Arabien 1:5
    - 2. November 1991: Bahrain – Saudi-Arabien 0:2

Saudi-Arabien als Gruppenzweiter aufgrund der schlechteren Tordifferenz ausgeschieden.

### 1996
- Olympia-Qualifikation:
  - 1. Runde:
    - 24. August 1995 Saudi-Arabien – Syrien 2:0
    - 31. August 1995 Kuwait – Saudi-Arabien 0:1
    - 15, September 1995 Syrien – Saudi-Arabien 0:1
    - 21. September 1995 Saudi-Arabien – Kuwait 0:0

  - 2. Runde:
    - 17. März 1996 Südkorea – Saudi-Arabien 1:1
    - 19. März 1996 China – Saudi-Arabien 1:1
    - 21. März 1996 Kasachstan – Saudi-Arabien 0:4 – Saudi-Arabien als Gruppenzweiter für die 3. Runde qualifiziert

  - 3. Runde:
    - 24. März 1996 Japan – Saudi-Arabien 2:1

  - 4. Runde:
    - 27. März 1996 Saudi-Arabien – Irak 0:0 n. V.
- Olympische Spiele in Atlanta:
  - Vorrunde
    - 20. Juli 1996 in Orlando: Spanien – Saudi-Arabien 1:0
    - 22. Juli 1996 in Miami: Australien –	Saudi-Arabien 2:1
    - 24. Juli 1996 in Miami: Frankreich – Saudi-Arabien 2:1 – Saudi-Arabien als Gruppenletzter ausgeschieden

### 2000
- Olympia-Qualifikation
  - 1. Runde in Amman, Jordanien
    - 1. Juli 1999 Jordanien – Saudi-Arabien 1:3
    - 5. Juli 1999 Saudi-Arabien – Irak 1:1
    - 8. Juli 1999 Saudi-Arabien – Jordanien 2:0
    - 12. Juli 1999 Irak – Saudi-Arabien 2:2 – Saudi-Arabien als Gruppensieger für die 2. Runde qualifiziert

  - 2. Runde:
    - 1. Oktober 1999 Katar – Saudi-Arabien 4:1
    - 8. Oktober 1999 Saudi-Arabien – Kuwait 2:1
    - 29. Oktober 1999 Saudi-Arabien – Katar 2:0
    - 7. November 1999 Kuwait – Saudi-Arabien 3:0

Saudi-Arabien verpasst als Gruppenzweiter die Olympischen Spiele.

### 2004
- Olympia-Qualifikation: 2. Runde:
  -     - 1. Oktober 2003 Saudi-Arabien – Singapur 7:0
    - 7. Oktober 2003 Singapur – Saudi-Arabien 0:3

  - 3. Runde:
    - 3. März 2004 Kuwait – Saudi-Arabien 0:0
    - 17. März 2004 Saudi-Arabien – Irak 1:0
    - 24. März 2004 Saudi-Arabien – Oman 1:1
    - 14. April 2004 Oman – Saudi-Arabien 0:0
    - 28. April 2004 Saudi-Arabien – Kuwait 0:1
    - 12. Mai 2004 Irak – Saudi-Arabien 3:1

Saudi-Arabien als Gruppenletzter ausgeschieden

### 2008
- Olympia-Qualifikation:
  - 2. Runde:
    - 28. Februar 2007 in Amman: Jordanien – Saudi-Arabien 0:1
    - 14. März 2007 in Dammam: Saudi-Arabien – Iran 1:0
    - 28. März 2007 in Adelaide: Australien – Saudi-Arabien 2:0
    - 18. April 2007 in Dammam: Saudi-Arabien – Australien 2:1
    - 16. Mai 2007 in Dammam: Saudi-Arabien – Jordanien 4:1
    - 6. Juni 2007 in Teheran: Iran – Saudi-Arabien – 2:3

  - 3. Runde:
    - 22. August 2007 in Doha: Katar – Saudi-Arabien – 1:0
    - 8. September 2007 in Dammam: Saudi-Arabien – Japan 0:0
    - 12. September 2007 in Hanoi: Vietnam – Saudi-Arabien 1:1
    - 17. Oktober 2007 in Dammam: Saudi-Arabien – Vietnam 2:0
    - 17. November 2007 in Dammam: Saudi-Arabien – Katar 2:1
    - 21. November 2007 in Tokio: Japan – Saudi-Arabien 0:0

Saudi-Arabien scheidet als Gruppendritter aus.

### 2012
- Olympia-Qualifikation:
  - 2. Runde:
    - 19. Juni 2011 in Abha: Saudi-Arabien – Vietnam 2:0
    - 23. Juni 2011 in Hanoi: Vietnam – Saudi-Arabien 1:4

  - 3. Runde:
    - 21. September 2011 in Riad: Saudi-Arabien – Katar 1:1
    - 23. November 2011 in Maskat: Oman – Saudi-Arabien 2:0
    - 27. November 2011 in Seoul: Südkorea – Saudi-Arabien 1:0
    - 5. Februar 2012 in Dammam: Saudi-Arabien – Südkorea 1:1
    - 22. Februar 2012 in Doha: Katar – Saudi-Arabien 2:1
    - 14. März 2012 in Dammam: Saudi-Arabien – Oman 0:0

Saudi-Arabien als Gruppenletzter ausgeschieden.

### 2016
Saudi-Arabien scheidet bei der U-23-Fußball-Asienmeisterschaft 2016 nach der Gruppenphase aus und kann sich dadurch nicht für die Olympischen Spiele qualifizieren.

### 2020
Saudi-Arabien qualifizierte sich als Zweiter der U-23-Fußball-Asienmeisterschaft 2020, die vom 8. bis 26. Januar 2020 in Thailand stattfand. Für diese hatte sich Saudi-Arabien zusammen mit den Vereinigten Arabischen Emiraten bei einem Turnier in Riad im März 2019 gegen den Libanon und die Malediven durchgesetzt. Für die Auslosung der wegen der COVID-19-Pandemie um ein Jahr verschobenen Spiele in Tokio war Saudi-Arabien zusammen mit Australien, Frankreich und Rumänien Topf 4 zugeteilt worden und konnte nicht in die Gruppen mit Japan oder Südkorea gelost werden. Bei der Auslosung am 21. April 2021 wurde Saudi-Arabien in eine Gruppe mit Brasilien, Deutschland und der Elfenbeinküste gelost.
- Gruppenspiele:
  - 22. Juli 2021: Elfenbeinküste – Saudi-Arabien 2:1 (in Yokohama)
  - 25. Juli 2021: Saudi-Arabien – Deutschland 2:3 (in Yokohama)
  - 28. Juli 2021: Saudi-Arabien – Brasilien 1:3 (in Saitama) – Saudi-Arabien als Gruppenletzter ausgeschieden

### 2024

#### Qualifikation für die U23-AsienmeisterschaftinAbha, Saudi-Arabien
- 06.09.2023: Saudi-Arabien – Mongolei 3:1 (0:1)
- 09.09.2023: Libanon – Saudi-Arabien 0:3 (0:2)
- 12.09.2023: Saudi-Arabien – Kambodscha 6:1 (4:1)

#### U-23-Fußball-Asienmeisterschaft 2024inKatar
- Vorrunde in ar-Rayyan:
  - 16. April 2024: Saudi-Arabien – Tadschikistan 4:2 (2:1)
  - 19. April 2024: Thailand – Saudi-Arabien 0:5 (0:3)
  - 22. April 2024: Saudi-Arabien – Irak 1:2 (1:1)  –  Saudi-Arabien  als Gruppenzweiter für die K.-o.-Runde qualifiziert
- K.-o.-Runde in ar-Rayyan:
  - 26. April 2024: Usbekistan – Saudi-Arabien 2:0 (1:0)

## Trainer
- 1984: Khalil Al-Zayani
- 1996:  Ivo Wortmann
- 2021: Saad al-Shehri

## Beste Torschützen
1. Sami Al-Najei (2020), 2 Tore
2. Madschid Mohammed Abdullah (1984), Mohammed al-Khilaiwi, Fuad Anwar (beide 1996), Salem Al-Dawsari und Abdulelah Al-Amri (beide 2020) je 1 Tor